# Wallmoden
Wallmoden est une municipalité allemande du land de Basse-Saxe et l'arrondissement de Goslar.